# Pelguranna
Pelguranna is een subdistrict of wijk (Estisch: asum) binnen het stadsdistrict Põhja-Tallinn in Tallinn, de hoofdstad van Estland. De ‘buren’ van de wijk zijn vanaf het noorden met de wijzers van de klok mee: Kopli, Paljassaare, Sitsi, Pelgulinn en Merimetsa. In het westen grenst de wijk aan de Baai van Kopli, onderdeel van de Baai van Tallinn.
De wijk had 14.593 inwoners op 1 januari 2017.

## Geschiedenis

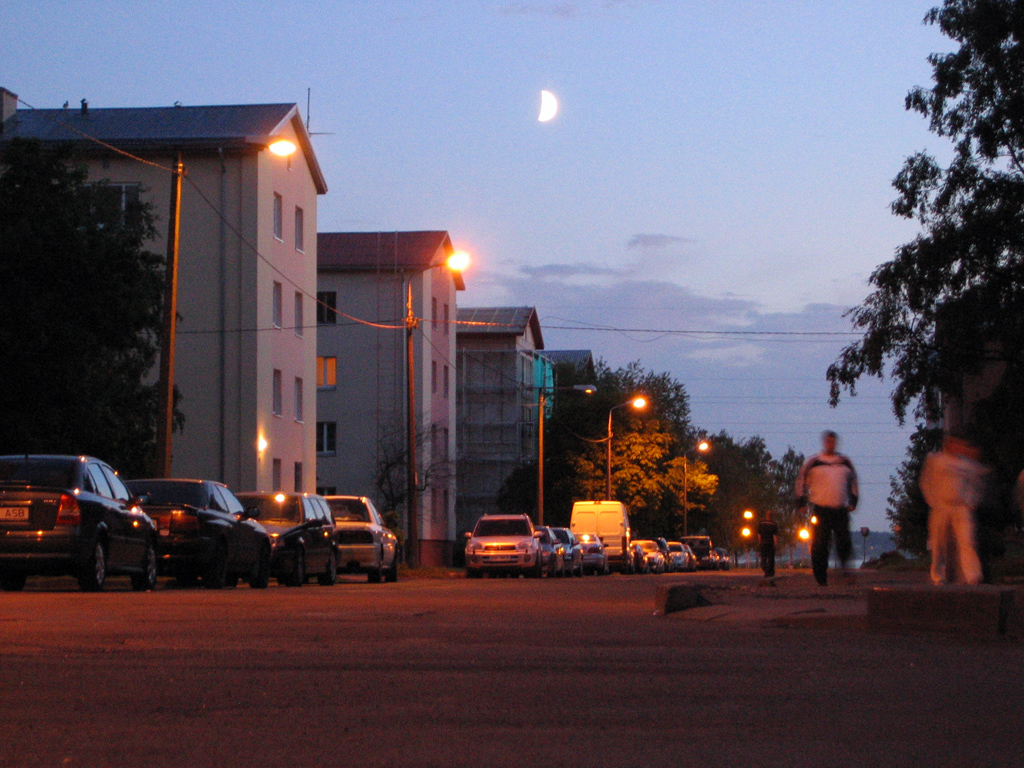
De voor Pelguranna karakteristieke flats van vier verdiepingen hoog

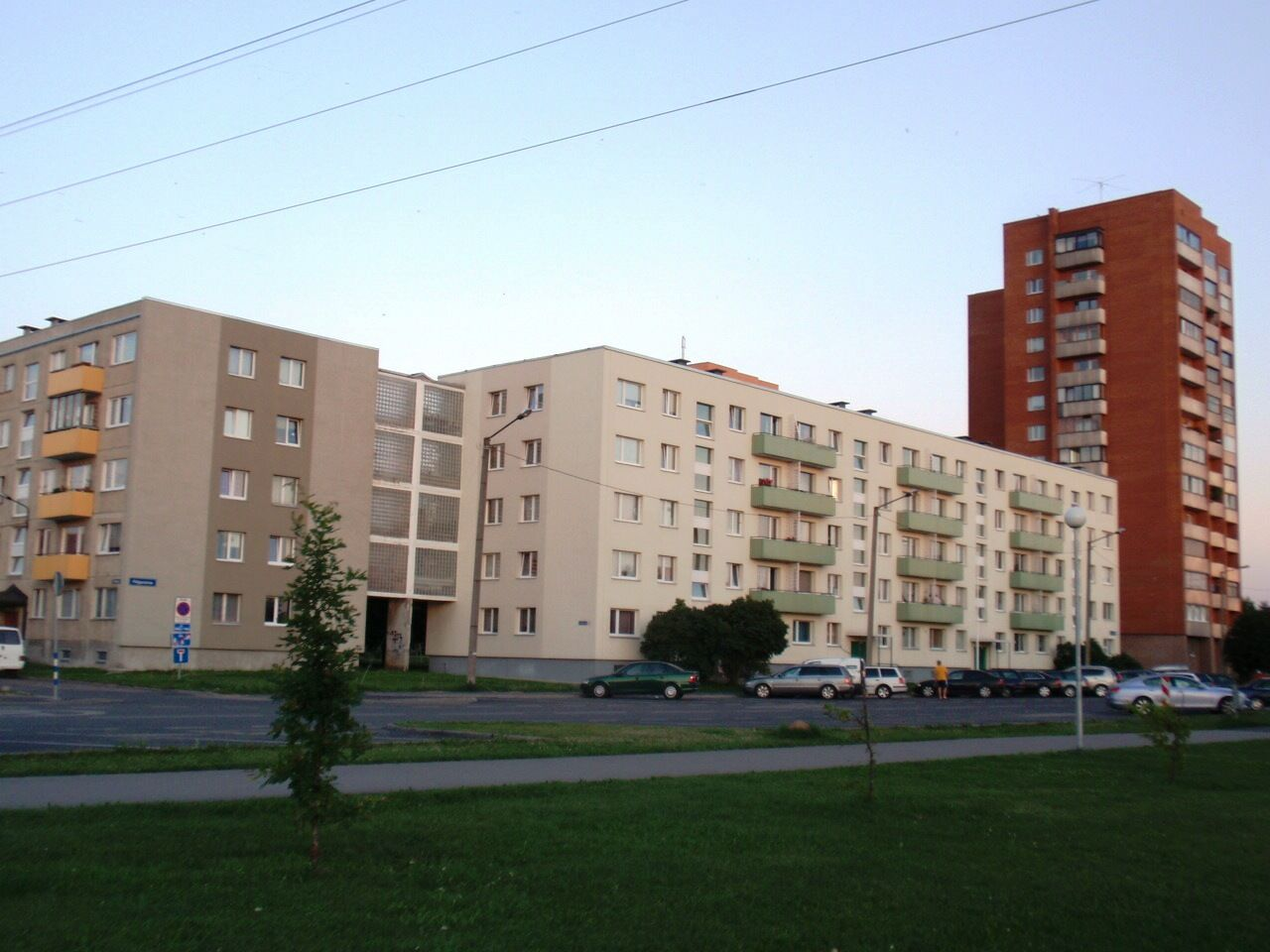
Flats aan de Pelguranna tänav

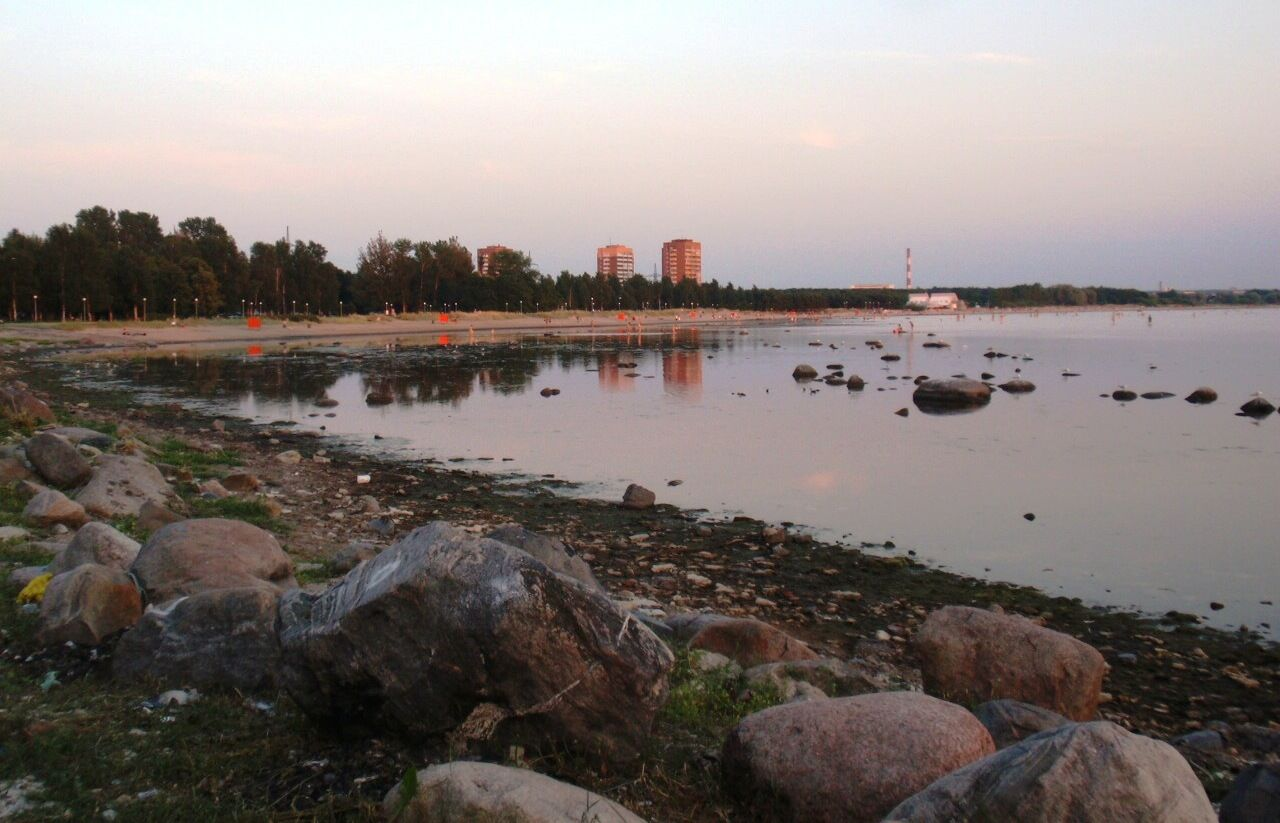
Het strand Stroomi

Pelguranna bestond tot ver in de 19e eeuw uit braakliggende grond met wat groentetuinen van mensen uit de huidige wijken Sitsi en Kopli. Het gebied was een vrijplaats voor criminelen wie de grond in het centrum van Tallinn te heet onder de voeten werd. De naam betekent ‘schuilstrand’. De wijk Pelgulinn (‘schuilstad’) ten zuidoosten van Pelguranna vervulde dezelfde functie. Een alternatieve naam was Sitsi karjamaa (‘grasland van Sitsi’).
Na het gereedkomen van de spoorlijn tussen Tallinn en Paldiski in 1870 vestigden zich industrieën in Pelguranna. Een belangrijk bedrijf was de in 1899 opgerichte Baltische Katoenfabriek (Balti Puuvilla Ketramise ja Kudumise Vabrik) in de aangrenzende wijk Sitsi. Veel arbeiders van die fabriek woonden in Pelguranna. Voor de industrie-arbeiders werden eenvoudige houten huizen neergezet.
In de tijd van de Republiek Estland (1918-1940) werd in Pelguranna het woningbestand op bescheiden schaal uitgebreid. De woningbouwcorporatie Oma Kolde (‘Onze Haard’) liet tussen 1923 en 1926 acht wooncomplexen van twee verdiepingen neerzetten, ontworpen door de architecten Herbert Johanson en Eugen Habermann.
Op het eind van de jaren veertig van de 20e eeuw begon in het noordelijke deel van de wijk de bouw van flats. De ontwerpers van dit deel van de wijk waren de architecten K. Luts en August Volberg. De meeste flats uit deze tijd tellen vier verdiepingen, maar er zijn ook hogere, tot negen verdiepingen.
De flats in het zuidelijke deel van de wijk zijn gebouwd vanaf de jaren zestig tot in de jaren tachtig. Deze flats zijn doorgaans wat hoger (tot vijftien verdiepingen) en opgezet volgens het principe van de Plattenbau.

## Voorzieningen
Aan het begin van de jaren dertig werd in Pelguranna een kerk van de zevendedagsadventisten gebouwd. Na de Sovjetbezetting in 1940 werd het gebouw in beslag genomen door het Rode Leger. Vandaag de dag is het een cultureel centrum.
Sinds 1997 is in de wijk een koninkrijkszaal van Jehova's getuigen gevestigd.
De wijk heeft een dovenschool en een middelbare school, het Ehte Humanitaargümnaasium. De school is Russischtalig, maar sommige lessen worden in het Estisch gegeven.
Langs de Baai van Kopli ligt het populaire strand Stroomi (Estisch: Stroomi rand; Russischtaligen noemen het Stromka). Hier begint een pad voor voetgangers, fietsers en skaters, dat doorloopt tot aan de wijk Rocca al Mare.

## Vervoer
De Sõle tänav vormt de grens tussen Pelguranna en Sitsi. Pelguranna wordt bediend door een aantal buslijnen.